# Jimy Szymanski
Jimy Szymanski Ottaviano (Caracas, 15 settembre 1975) è un allenatore di tennis ed ex tennista venezuelano.

## Carriera
Ottenne il suo best ranking in singolare il 15 novembre 1999 con la 160ª posizione, mentre nel doppio divenne il 19 giugno 2000, il 187º del ranking ATP.
In singolare, in carriera, vinse due tornei dell'ATP Challenger Tour e sei dell'ITF Men's Circuit. In due occasioni, nel 1996 e nel 1997, riuscì a qualificarsi agli US Open ma in entrambi i casi venne sconfitto al primo turno, rispettivamente dallo statunitense Pete Sampras e dal brasiliano Fernando Meligeni. Rappresentò inoltre il Venezuela nei Giochi Olimpici di Atlanta, in singolare nel 1996, e nei Giochi Olimpici di Sydney nel 2000 in doppio.
Fece parte della squadra venezuelana di Coppa Davis dal 1992 al 2006, in ventotto occasioni, con un bilancio complessivo di trenta vittorie e trentatré sconfitte. Per il numero di incontri disputati in Coppa Davis gli fu assegnato il Davis Cup Commitment Award.

## Statistiche

### Tornei minori

#### Singolare

##### Vittorie (8)
| Legenda tornei minori |
| Challenger (2)        |
| Futures (6)           |

| Numero | Data              | Torneo                                       | Superficie  | Avversario in finale | Punteggio              |
| 1.     | 27 maggio 1996    | Pekao Open, Stettino                         | Terra rossa | Nuno Marques         | 2-6, 6-3, 6-3          |
| 2.     | 2 marzo 1998      | Philippines Manila Futures, Manila           | Cemento     | Richard Brostowicz   | 6-2, 6-1               |
| 3.     | 9 marzo 1998      | Philippines Manila Futures, Manila           | Cemento     | Solon Peppas         | 6-3, 6-4               |
| 4.     | 9 ottobre 2000    | Tulsa Challenger, Tulsa                      | Cemento     | Raemon Sluiter       | 7–6(5), 6(5)–7, 7–6(3) |
| 5.     | 15 settembre 2003 | Costa Mesa Pro Classic, Costa Mesa           | Cemento     | Aleksander Vlaski    | 6-4, 7–6(3)            |
| 6.     | 22 settembre 2003 | Countrywide Pro Futures In Ojai, Ojai        | Cemento     | Aleksander Vlaski    | 7-5, 6-4               |
| 7.     | 29 settembre 2003 | USTA Futures Of Laguna Niguel, Laguna Niguel | Cemento     | Robert Yim           | 6-2, 6-4               |
| 8.     | 25 luglio 2005    | Venezuela Caracas Futures, Caracas           | Cemento     | Dejan Cvetkovic      | 6(5)–7, 6-4, 6-2       |

#### Doppio

##### Vittorie (4)
| Legenda tornei minori |
| Challenger (2)        |
| Futures (2)           |

| Numero | Data            | Torneo                                        | Superficie  | Compagno      | Avversari in finale                | Punteggio              |
| 1.     | 5 luglio 1999   | Challenger Banque Nationale de Granby, Granby | Cemento     | Kevin Kim     | Harel Levy Lior Mor                | 4-6, 6-1, 6-4          |
| 2.     | 17 aprile 2000  | San Luis Potosí Challenger, San Luis Potosí   | Terra rossa | José de Armas | Jocelyn Robichaud Michael Sell     | 5-7, 6-4, 6-2          |
| 3.     | 1º ottobre 2007 | Venezuela Caracas Futures, Caracas            | Cemento     | José de Armas | Piero Luisi Roberto Maytín         | 6(5)–7, 7–6(6), [10-1] |
| 4.     | 29 ottobre 2007 | Venezuela Caracas Futures, Caracas            | Cemento     | José de Armas | Miguel Cicenia Luis David Martínez | 7–6(7), 7–6(4)         |